# 谷那律
谷那律（?—?），唐朝魏州昌乐县（今河南省南乐县）人。
唐太宗贞观年间，补任国子博士。博览群书，参预修撰《五经正义》，黄门侍郎褚遂良称他为“九经库”。转任谏议大夫，兼弘文馆学士。曾经跟随唐太宗（《资治通鉴》作唐高宗）出猎，在途遇雨，皇帝问他：“油衣怎么样才能不漏雨？”谷那律说：“能以瓦作雨衣，一定不漏。”意欲皇帝不去打猎。皇帝高兴他的直谏，赐帛二百段。唐高宗永徽初年，在官任上去世。谷那律之孙谷倚相，官至秘书省正字，参与刊校图书。谷倚相之子谷崇义，天宝末年为幽州大将，以雄敢著称。官至左金吾卫大将军，客居蓟门。谷崇义之子谷从政。

## 延伸阅读
[在维基数据编辑]
 《舊唐書·卷189上》，出自刘昫《舊唐書》